# Фриги (талисман)
Фриги — официальные талисманы XXXIII Олимпийских и Паралимпийских игр в Париже 2024 года. Представляют собой пару антропоморфных фригийских колпаков.

## История

### Исторический контекст

«Свобода, ведущая народ» Эжена Делакруа (1830) прославляет Июльскую революцию (Лувр). Марианна носит фригийский колпак и олицетворяет концепцию свободы.

Фригийский колпак — это мягкая шапка, как правило, красного цвета, которую традиционно носили освобожденные рабы во Фригии, древнем государстве, которое было расположено в западной части современной Турции. После штурма Бастилии в 1789 году, с которого началась Великая французская революция, во Франции фригийский колпак носили как символ свободы, в том числе во время летних Олимпийских игр 1924 года в Париже. Марианна, национальный символ Франции, часто изображается в фригийском колпаке.

### Игры 2024 года
Талисманы игр 2024 года были впервые представлены 14 ноября 2022 года. Организаторы охарактеризовали их как «спортивных, любящих вечеринки и таких французских». Президент оргкомитета игр Тони Эстанге сказал, что был выбран "идеал", а не животное, подробно остановившись на символе свободы и значении колпака для французов. Он добавил, что инвалидность талисмана Паралимпийских игр «также посылает сильный сигнал: содействовать инклюзивности».

## Описание
Фриги изображены в виде двух красных треугольных антропоморфных колпаков. У них наклонные руки, а их верхние части свисают вперед. На их груди видна эмблема игр в Париже 2024 года, а глаза украшены трехцветными лентами, изображающими французский флаг, отдавая дань уважения кокарде Франции. У олимпийского Фрига есть два синих кроссовка, а у паралимпийского — одна нога в красном кроссовке, а на другой ноге протез.
У каждой из них свой характер. Олимпийский Фриг — «умный» с «методичным умом и очаровательным обаянием», в то время как паралимпийский Фриг — «тусовщик, спонтанный и немного вспыльчивый».

## Восприятие
Во Франции Фригов критиковали за то, что большинство игрушечных копий талисмана «сделаны в Китае». Джули Матихин, директор бренда Paris 2024, ответила на эту критику тем, что «18 процентов мягких игрушек, производимых компанией Doudou et Compagnie, будут производиться в Бретани».
Фригов сравнивали с гигантским «клитором в кроссовках». Французская газета Libération приветствовала это как революционный отход от традиционного фаллического символа Эйфелевой башни.

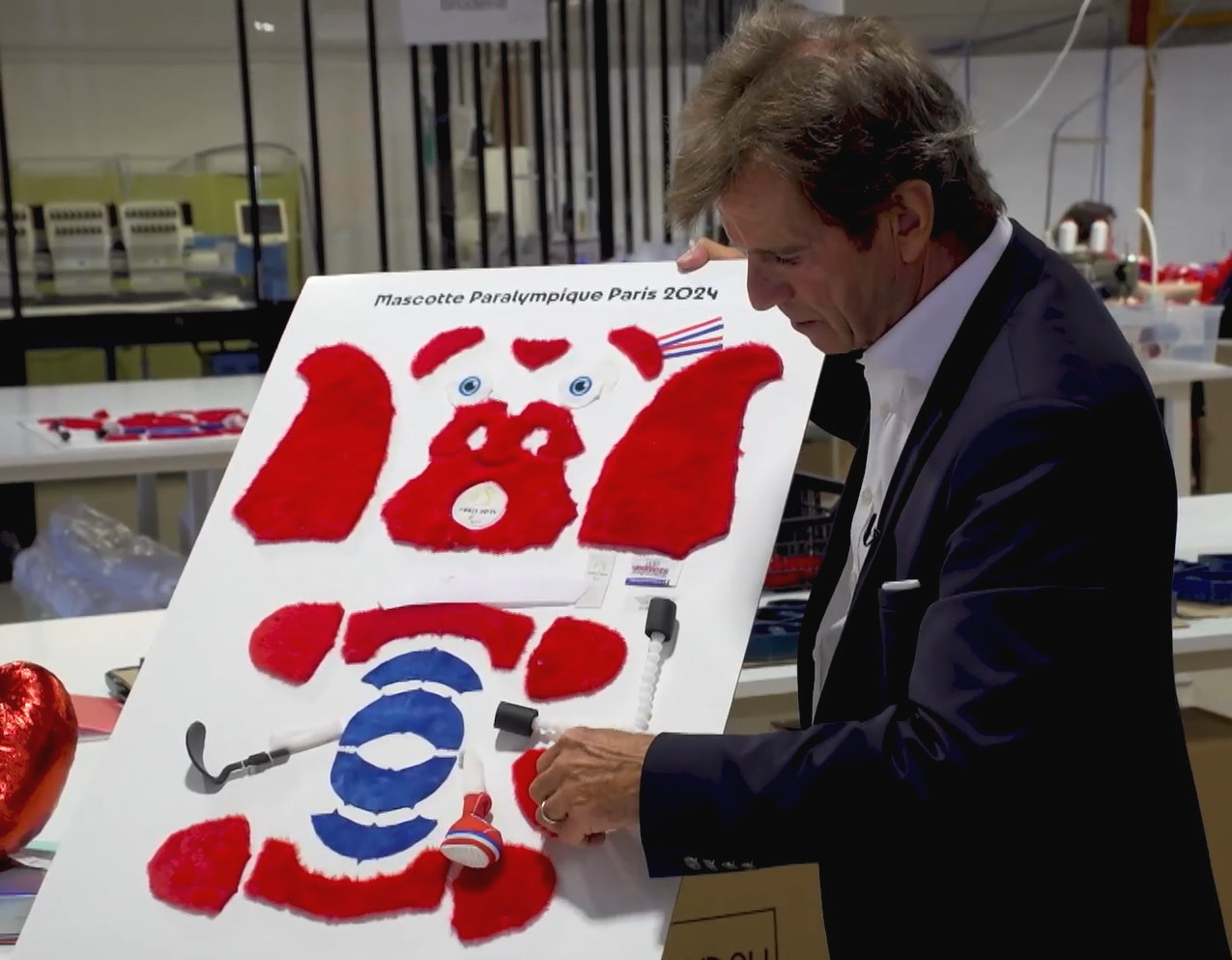
Подробности изготовления мягкой игрушки Фрига